# Himi
Himi (氷見市?) è una città giapponese della prefettura di Toyama.